# Nacionalidad bosnia

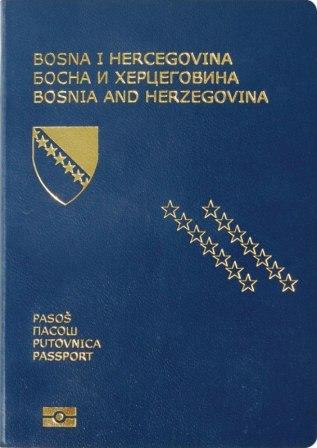
Pasaporte biométrico bosnio

La nacionalidad o ciudadanía bosnia es el vínculo jurídico que liga a una persona física con Bosnia y Herzegovina y que le atribuye la condición de ciudadano. La ley de esta nacionalidad se basa en el concepto jurídico de ius sanguinis (derecho de sangre).
El concepto de ciudadanía bosnia surgió por primera vez después del establecimiento de la República Socialista de Bosnia y Herzegovina tras la Segunda Guerra Mundial. Cada república constituyente dentro de Yugoslavia mantuvo sus propios esquemas de ciudadanía subnacionales, subordinados a la ciudadanía federal.
Tras la independencia del país, la primera ciudadanía independiente entró en vigencia en octubre de 1992, con la República de Bosnia y Herzegovina administrando la ciudadanía durante la guerra de Bosnia. La implementación de los Acuerdos de Dayton vio al Alto Representante anular el punto muerto legislativo al promulgar la ley de ciudadanía de 1997. Dicha ley entró en vigor el 1 de enero de 1998, y fue modificada en 1999, 2002, 2003, 2005, 2009 y 2013.

## Adquisición

### Por nacimiento en Bosnia y Herzegovina
Se otorga la nacionalidad bosnia al niño que nació o fue encontrado en territorio de Bosnia y Herzegovina, cuyos padres son desconocidos, de origen desconocido o apátridas, o si sus padres extranjeros no pueden transmitirle su(s) ciudadanía(s) y este quedaría apátrida. El niño perderá la nacionalidad si hasta la edad de 14 años se le otorga la ciudadanía de otro país.

### Por ascendencia
Es bosnio por origen:
1. El niño nacido de dos ciudadanos bosnios, independientemente del lugar de nacimiento.
2. El niño nacido en el territorio de Bosnia y Herzegovina de solo un ciudadano bosnio.
3. El niño nacido en el extranjero de solo un ciudadano bosnio (en el caso de que no haya obtenido la ciudadanía del país de residencia, con el fin de evitar que sea apátrida).
4. El niño nacido en el extranjero de solo un ciudadano bosnio, bajo la condición de que al cumplir los 23 años:

- Sea registrado ante las autoridades competentes de Bosnia y Herzegovina en el país o en el extranjero a fin de evidenciar la ciudadanía bosnia; y
- Tenga residencia permanente en el territorio de Bosnia y Herzegovina.

### Por adopción
Un niño menor de 18 años que sea adoptado por un ciudadano bosnio, puede adquirir la nacionalidad bosnia.

### Por naturalización
Una persona puede solicitar la nacionalidad bosnia si cumple con los siguientes requisitos:
1. Ser mayor de 18 años.
2. Ser residente permanente de Bosnia y Herzegovina durante al menos ocho años previos a la solicitud de naturalización.
3. Hablar al menos uno de los idiomas de Bosnia y Herzegovina (bosnio, croata y serbio).
4. Que no se le haya imputado ninguna medida de expulsión territorial o medida de protección, alejando a la persona del territorio de Bosnia y Herzegovina de parte de los organismos cuya legalidad está establecida en la Constitución y que esta imputación aun siga vigente.
5. No haber estado en prisión por delitos con condena por más de tres años, en un período no menor a ocho años a partir de que se haya presentado la solicitud de ciudadanía.
6. Renunciar o de alguna otra forma perder la anterior ciudadanía al obtener la bosnia, excepto que exista un acuerdo bilateral entre Bosnia y Herzegovina y el país del cual el solicitante tiene la ciudadanía. La renuncia o la pérdida de la ciudadanía anterior no será exigida en el caso de que no sea permitida o no se la pueda exigir razonablemente.

#### Naturalización aligerada
Un menor de 18 años hijo de solo un ciudadano bosnio, tiene derecho a obtener la nacionalidad por naturalización si tiene residencia permanente en Bosnia y Herzegovina. La solicitud para el menor puede realizarse por el padre que sea ciudadano bosnio. Si el niño es mayor de 14 años, debe dar su consentimiento.
Las siguientes personas tienen derecho a la ciudadanía bosnia sin la necesidad de cumplir con los requisitos de naturalización:
- Los emigrantes que han vuelto a Bosnia y Herzegovina.
- La primera y segunda generación de las personas nombradas en el requisito de naturalización número 3 que hayan retornado a Bosnia y Herzegovina.

El cónyuge de la persona emigrante que retornó a Bosnia y Herzegovina, tiene derecho a obtener la ciudadanía bosnia sin la necesidad de residir en dicho país por ocho años, en tanto y en cuanto cumplimente los requisitos 1 y 2 aquí mencionados.
Si en los casos individuales, la naturalización se contempla de una especial utilidad para Bosnia y Herzegovina, la persona puede obtener la ciudadanía sin cumplir los requisitos de naturalización 1, 2 y 6.

##### Por matrimonio
Una persona que contraiga matrimonio con un ciudadano bosnio, puede solicitar la nacionalidad bosnia si cumple con los siguientes requisitos:
1. Que el matrimonio tenga una unión no menor a cinco años antes de la presentación de la solicitud de ciudadanía y que aun esté vigente en el inicio de la tramitación.
2. Renunciar a la ciudadanía anterior o de alguna otra manera perderla al obtener la ciudadanía bosnia, excepto que exista un acuerdo bilateral entre Bosnia y Herzegovina y el país del cual el solicitante tiene la ciudadanía. La renuncia o la pérdida de la ciudadanía anterior no será exigida en el caso de que no sea permitida o no se la pueda exigir razonablemente.
3. Haber residido legalmente en Bosnia y Herzegovina por un período mínimo de tres años.

## Pérdida de la ciudadanía
La nacionalidad bosnia no puede perderse si ello implica que la persona quede apátrida, excepto que la ciudadanía haya sido obtenida de manera irregular, dando informaciones falsas u ocultando situaciones relevantes relacionadas con el solicitante.

### Por rigor de la ley
La ciudadanía bosnia puede perderse si se adquiere la nacionalidad de otro país, excepto que exista un tratado de doble nacionalidad entre Bosnia y Herzegovina y este.
El niño que luego de su adopción final reciba la ciudadanía de otro país, perderá la ciudadanía bosnia.

### Por renuncia
Una persona mayor de 18 años que resida en el exterior y tenga otra nacionalidad, o que la misma se le haya garantizado, puede renunciar a su ciudadanía bosnia. En caso de que esta persona sea menor de edad, deja de ser ciudadana bosnia con la solicitud de renuncia de ambos padres, los cuales han dejado de tener la ciudadanía bosnia por renuncia a la misma, o con la solicitud de renuncia de uno de los padres si el otro padre falleció o perdió la patria potestad con el menor, o es extranjero, o es apátrida, o durante la solicitud de adopción renunció a la ciudadanía bosnia y la adopción fue la final. Si el menor es mayor de 14 años, se le solicita su aceptación.
La decisión de renuncia puede ser anulada a solicitud de la persona que abandonó Bosnia y Herzegovina, en el caso de que no haya recibido otra ciudadanía en un período de tiempo de un año desde el día que perdió la ciudadanía bosnia por renunciamiento.
En los últimos años, el costo de la renuncia se ha convertido en una importante fuente de «ganar dinero». Debido a las tasas significativas de fuga de cerebros del país, con más del 40% de las personas nacidas en Bosnia y Herzegovina que residen en el extranjero, a menudo se realiza la renuncia para adquirir la ciudadanía de países que no permiten la doble o múltiple nacionalidad. Los datos más recientes del Ministerio de Asuntos Civiles muestran que más de 4 000 personas renunciaron a su ciudadanía bosnia en 2018, proporcionando de 1,2 a 1,5 millones de marcos convertibles en ingresos.

### Por liberación
La liberación de la ciudadanía bosnia puede ser aprobada basándose en la solicitud de la persona que vive en Bosnia y Herzegovina y cumple con las siguientes condiciones:
1. Ser mayor de 18 años.
2. No tener abierta una causa pendiente por delito o con prisión en Bosnia y Herzegovina, o que finalice la pena.
3. No tener ninguna deuda pendiente en impuestos u otras obligaciones legales de pago con los organismos institucionales.
4. Haber obtenido la nacionalidad de otro país o que la misma se le haya garantizado.
5. Haber cumplido con el servicio militar obligatorio.

Al joven menor de 18 años de edad que se le haya otorgado o se le haya garantizado la ciudadanía de otro país, el cual aun vive en Bosnia y Herzegovina, cesa la nacionalidad bosnia a la solicitud de que:
1. Ambos padres cuya ciudadanía bosnia hayan perdido por liberación.
2. Uno de los padres cuya ciudadanía bosnia haya perdido por liberación, si el otro padre falleció, se le quitó la patria potestad, es extranjero o apátrida.
3. Uno de los padres, quien posee la patria potestad y cuya ciudadanía bosnia se haya perdido por liberación y el otro padre ciudadano bosnio esté de acuerdo.
4. A uno de los padres con hijo en adopción cuya ciudadanía bosnia le haya cesado por liberación, y el caso de adopción haya finalizado.

Si el menor es mayor de 14 años de edad, en los puntos 1, 2 y 3, se le exige su aprobación.

### Por revocación
La ciudadanía bosnia puede ser revocada en los siguientes casos:
1. Si la misma fue obtenida de manera irregular, dando informaciones falsas u ocultando situaciones relevantes relacionadas con el solicitante.
2. Cuando el ciudadano bosnio realiza el servicio militar voluntario en fuerzas militares extranjeras, contrariando las prohibiciones legales de dicho servicio.
3. Cuando la ciudadanía bosnia fue adquirida por el rigor de dicha ley, sin cumplir las condiciones de naturalización o de matrimonio.
4. Cuando el ciudadano es enjuiciado por presunción del juzgado de Bosnia y Herzegovina, por trabajos que deterioren el orden constitucional y la seguridad de dicho país, o cuando esta persona participa de asociaciones ilícitas, bajo la condición de que ese tipo de trabajos perjudica seriamente los intereses vitales de Bosnia y Herzegovina.
5. Cuando el ciudadano es enjuiciado por presunción del juzgado de Bosnia y Herzegovina por incurrir en delitos que incluyen la no declaración de armas de fuego, explosivos, material radiactivo o narcóticos y psicotrópicos; o el traslado, manipulación y abastecimiento de armas o elementos de eliminación masiva; o entrada ilegal a Bosnia y Herzegovina, la permanencia o salida individual o grupal de Bosnia y Herzegovina, o la organización o la participación en el tráfico de personas, bajo la condición que dicha actividad perjudica los intereses vitales de dicho país.
6. Cuando el ciudadano es enjuiciado por presunción del juzgado de Bosnia y Herzegovina por delitos provenientes de actividades que se diferencian de los dos puntos anteriores, las cuales damnifican los intereses vitales de Bosnia y Herzegovina.

## Doble nacionalidad
Los ciudadanos bosnios pueden poseer la ciudadanía de otra nación, bajo las condiciones de que exista un acuerdo bilateral entre Bosnia y Herzegovina y el otro país.

## Ciudadanías de las entidades subnacionales
Los ciudadanos de Bosnia y Herzegovina son simultáneamente ciudadanos de la Federación de Bosnia y Herzegovina o de la República Srpska, pero no de ambas entidades. Las personas que tengan la ciudadanía bosnia por ascendencia, adopción o nacimiento en Bosnia y Herzegovina, se considera que ya son poseedoras de la ciudadanía de una de las entidades.
La persona que pierde la ciudadanía de una entidad, y no recibe la ciudadanía de la otra entidad, pierde la ciudadanía bosnia. La persona que pierde la ciudadanía bosnia, al mismo tiempo pierde la ciudadanía de la entidad.
El menor que le fue otorgada la ciudadanía bosnia por origen o adopción completa, se le otorga la ciudadanía de la entidad de los padres naturales o adoptivos que posean nacionalidad bosnia. Si ambos padres naturales o adoptivos tienen ciudadanía de diferentes entidades, al menor:
- Se le otorgará la ciudadanía de la entidad en donde nació; y
- Si el menor nació en el extranjero:

1. Se le otorgará la ciudadanía de una entidad con previo acuerdo de los padres; o
2. Si no han logrado un acuerdo, al menor se le otorgará: en el caso de otorgamiento por origen, la ciudadanía de la entidad del padre que haya inscripto al menor en el Libro de Registro de Nacidos de la Representación diplomático-consular; o en el caso de la adopción completa, la ciudadanía de la entidad en la cual tiene residencia en Bosnia y Herzegovina, o si la residencia fuera inexistente, la ciudadanía de la entidad del padre que ha solicitado la inscripción del menor.

Al menor que se le otorga la nacionalidad bosnia de acuerdo al artículo 7 de la ley de nacionalidad bosnia (nacimiento en Bosnia y Herzegovina), se le otorga la ciudadanía de la entidad en donde ha nacido o fue encontrado.
Luego del cambio del lugar de residencia del territorio de una entidad hacia la otra, la ciudadanía también se cambia si la persona lo desea.

## Requisitos de visado

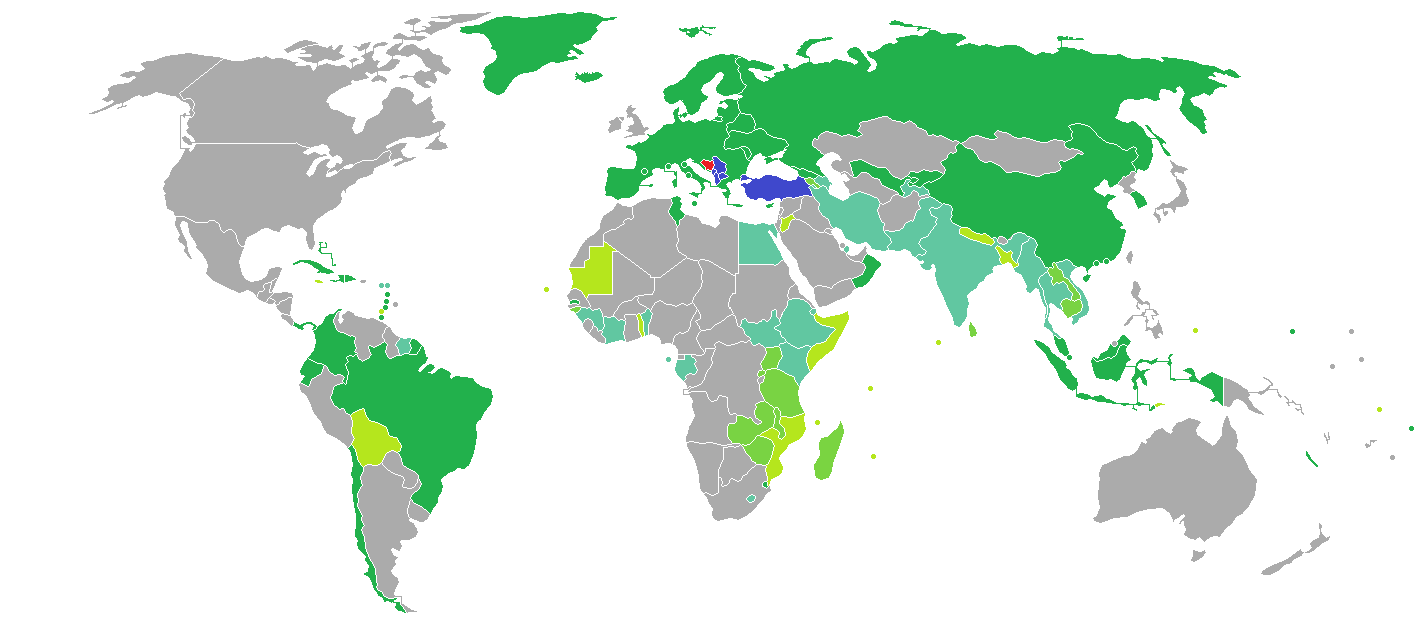
Bosnia y Herzegovina
No se requiere visa
Visa a la llegada
Solicitud de visa electrónica
Visa electrónica
Visa disponible tanto a la llegada como en línea
Se requiere visa antes de la llegada

Los requisitos de visado para ciudadanos bosnios son las restricciones administrativas de entrada por parte de las autoridades de otros Estados a los ciudadanos de Bosnia y Herzegovina. En 2023, los ciudadanos bosnios tenían acceso sin visado o visa a la llegada a 118 países y territorios, clasificando al pasaporte bosnio en el 48.º lugar del mundo, según el Índice de restricciones de Visa. Es el peor ubicado de todos los antiguos Estados yugoslavos (con la excepción de Kosovo).